# Amics dels Museus de Catalunya
Amics dels Museus de Catalunya és una entitat sense ànim de lucre creada el 1933 en el si del Cercle Artístic i de la Junta de Museus de Barcelona, per fomentar l'interès per l'art i ajudar els museus mitjançant donacions econòmiques i de béns culturals. Fou la primera institució d'aquest tipus creada a Espanya.
La seu de l'entitat quedarà establerta definitivament al Palau de la Virreina el 1947, des d'on l'associació realitzarà aproximadament unes 200 donacions d'obres d'art als museus d'arreu de Catalunya (com els terrenys de les ruïnes d'Empúries, el Col·leccionista d'estampes de Marià Fortuny o el relleu de Sant Pere de Rodes), organitzarà exposicions (Manel Rocamora, Martí Alsina...), i vetllarà per la salvaguarda del patrimoni artístic per mitjà de campanyes de restauració.
El 1972 organitzà a Barcelona i a Badalona el Primer Congrés Internacional d'Amics dels Museus, a partir de la qual el 1976 es va crear la Federació Mundial d'Amics dels Museus. Actualment té uns 800 associats. Disposa d'un servei de voluntariat que col·labora de manera desinteressada en diversos museus, i organitza visites comentades a museus i exposicions, tant a Catalunya com arreu del món, així com cursos i conferències. El 1998 va rebre la Creu de Sant Jordi. L'actual presidenta és Marina Gómez Casas.